# دکتر زد شیطان‌صفت
دکتر زد شیطان‌صفت (انگلیسی: The Diabolical Dr. Z) فیلمی ترسناک به کارگردانی خسوس فرانکو است که در سال ۱۹۶۶ منتشر شد. از بازیگران آن می‌توان به هوارد ورنون، کریس اوئرتا و خسوس فرانکو اشاره کرد.